# Convergenza Democratica di Catalogna
Convergenza Democratica di Catalogna (in catalano: Convergència Democràtica de Catalunya, CDC) è stato un partito politico spagnolo, attivo in Catalogna dal 1974 al 2016.

## Storia
Convergenza Democratica nasce in una riunione clandestina nel novembre 1974, come unione di gruppi sindacali, ambienti del mondo professionale e movimenti confessionali vicini al catalanismo democristiano dell'UDC. Nel suo V congresso, nel 1978, CDC si dà un programma socialdemocratico e di centrosinistra; l'anno precedente aveva presentato infatti candidatura comune per il Congresso dei Deputati con Sinistra Democratica (guidata da Ramon Trias Fargas) e con il Partito Socialista - Raggruppamento di Josep Verde Alea.
Il partito ha partecipato alle elezioni in Catalogna dal 1980 al 2015 in coalizione con l'Unione Democratica di Catalogna, partito cristiano-sociale di centrodestra, formando la coalizione chiamata Convergenza e Unione.
La coalizione, divenuta nel 2001 una federazione, ha governato la Catalogna fino al 2003, quando il governo venne formato da una coalizione di sinistra formata dal Partito dei Socialisti di Catalogna, dalla Sinistra Repubblicana di Catalogna e Iniziativa per la Catalogna Verdi (il tripartit).
Dal ritiro dalla politica nel 2003 di Jordi Pujol, il leader è quindi divenuto Artur Mas, con cui il partito è tornato al governo a seguito della vittoria alle elezioni del 2010, con Mas eletto presidente della Generalitat.
Questi imprime una svolta programmatica al partito, che abbandona il catalanismo riformista e abbraccia il progetto della costituzione di uno Stato Catalano; di qui le frizioni con UDC, guidata da Josep Antoni Duran i Lleida e scettica verso l'opzione indipendentista. La convivenza dei due soggetti politici si rompe nel 2015: UDC è espulsa dal governo e subisce la scissione della corrente indipendentista (Democratici di Catalogna).
Dopo la fine di CiU, in vista delle elezioni parlamentari catalane del 2015, CDC ha formato una lista elettorale denominata Junts pel Sí, insieme a Sinistra Repubblicana di Catalogna, ai Democratici di Catalogna e al Movimento delle Sinistre, con l'obiettivo comune, al di là della diversa estrazione politica, di arrivare alla dichiarazione di indipendenza della Catalogna dalla Spagna. La coalizione, dopo un accordo con la CUP, ha eletto a presidente Carles Puigdemont e ha avviato il processo indipendentista.
Nel 2016 il partito si è sciolto per formare un nuovo soggetto, denominato Partito Democratico Europeo Catalano.

## Ideologia
Convergenza Democratica era un partito che reclamava più autogoverno per la Catalogna, della quale riconosceva l'identità nazionale e la vocazione europeista e mediterranea. 
Nata con posizioni di sinistra, durante il ventennio pujolista si era riposizionata su postulati centristi. Il programma del partito, tuttavia, ha sempre rivendicato la socialdemocrazia scandinava come modello politico.
Il partito ha collaborato sia col PSOE che con i Popolari (con il famoso Patto del Majestic, siglato da Aznar e Pujol), dando l'appoggio a l'uno o all'altro partito per formare il governo in cambio di maggiori cessioni di competenzeall'amministrazione regionale catalana.
Era membro dell'Internazionale Liberale e al Parlamento Europeo i suoi deputati aderivano all'Alleanza dei Democratici e dei Liberali

## Struttura

### Presidente
- 1979–1989: Ramón Trías Fargas
- 1989–2012: Jordi Pujol
- 2012–2016: Artur Mas
- 2016–2017: Jacint Borràs
- 2018–2020: Vicenç Mauri

### Segretario generale
- 1976–1989: Jordi Pujol
- 1989–1996: Miquel Roca
- 1996–2000: Pere Esteve
- 2000–2012: Artur Mas
- 2012–2014: Oriol Pujol

Con le dimissioni di Oriol Pujol (dovute al suo coinvolgimento in un caso di corruzione), viene creato un nuovo incarico: coordinatore generale del comitato di gestione.

## Loghi

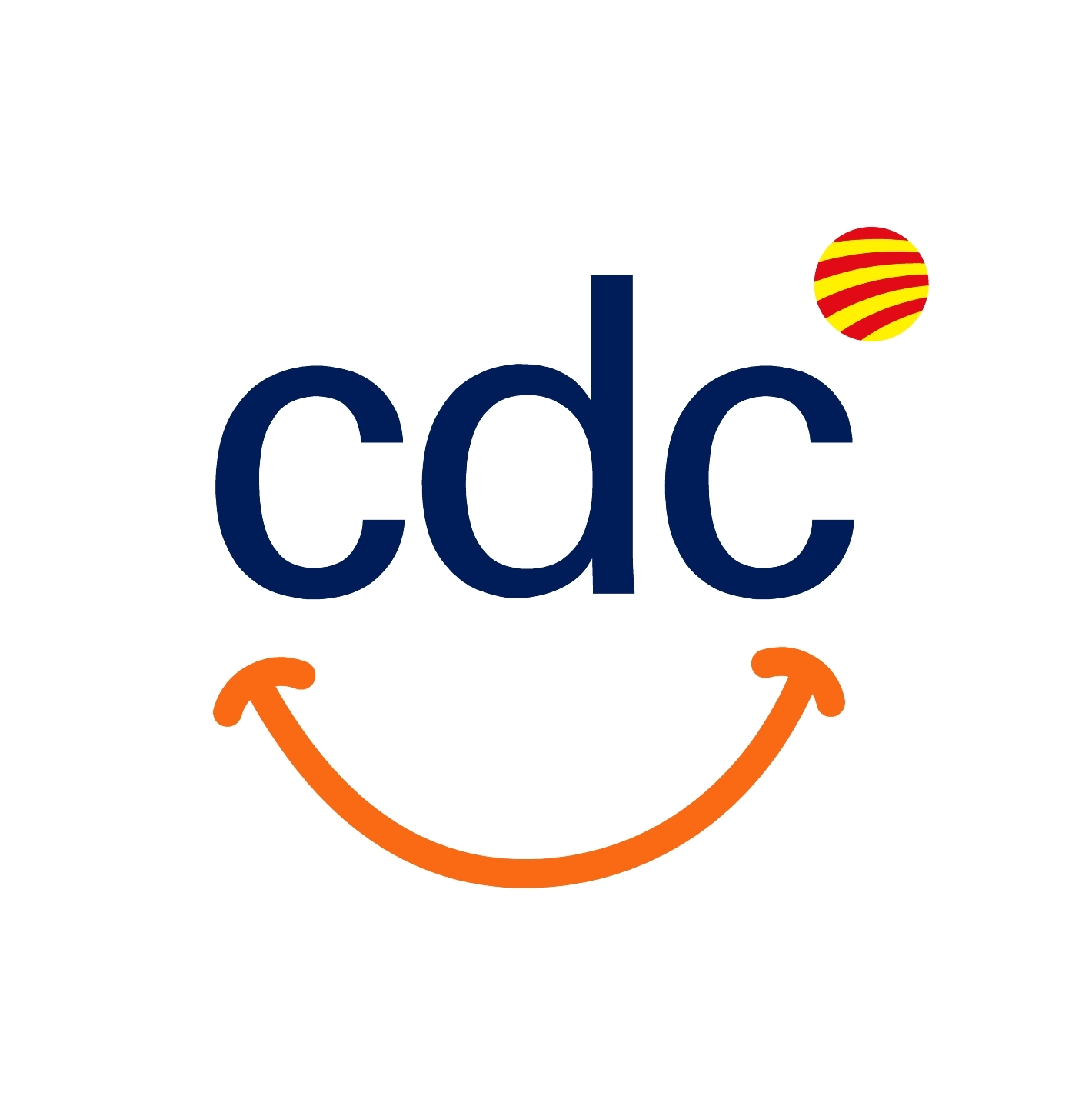
Logo fino al 2015
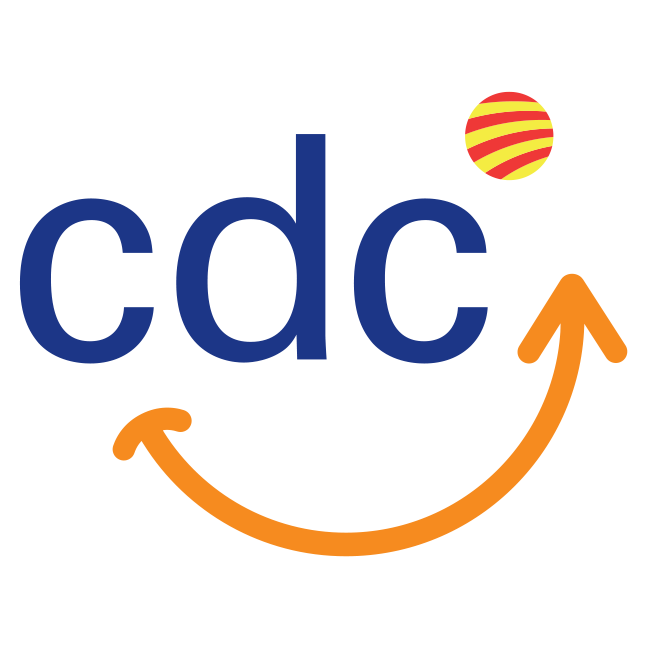
Logo dal 2015